# إلشولتزياوية
الإلشولتزياوية (الاسم العلمي: Elsholtzieae) هي قبيلة من النباتات تتبع فصيلة الشفوية من الرتبة الشفويات.

## أجناس
- الإلشولتزية (باللاتينية: Elsholtzia) وهو الجنس النموذجي لهذه القبيلة.
- الموسلة (باللاتينية: Mosla)
- الكولنسونية (باللاتينية: Collinsonia)
- البريلة (باللاتينية: Perilla)
- البريليولةا (باللاتينية: Perillula)
- الكيسكية (باللاتينية: Keiskea) وهي مرادفة لكولنسون